# Волдвик (Њу Џерзи)
Волдвик (енгл. Waldwick) град је у америчкој савезној држави Њу Џерзи.

## Демографија
По попису из 2010. године број становника је 9.625, што је 3 (0,0%) становника више него 2000. године.
| Група             | 2000.         | 2010.         |
| Белци             | 8.545 (88,8%) | 8.122 (84,4%) |
| Афроамериканци    | 57 (0,6%)     | 104 (1,1%)    |
| Азијати           | 435 (4,5%)    | 480 (5,0%)    |
| Хиспаноамериканци | 511 (5,3%)    | 830 (8,6%)    |
| Укупно            | 9.622         | 9.625         |